# ايفاندرو جيوبيل
ايفاندرو جيوبيل (23 أغسطس 1986 البرازيل - ) هو لاعب كرة قدم صربي، يلعب كلاعب وسط.

## وصلات خارجية
ايفاندرو جيوبيل على موقع قاعدة بيانات كرة القدم.إي يو (الإنجليزية)
- ايفاندرو جيوبيل على موقع Soccerbase.com (لاعب) (الإنجليزية)
- ايفاندرو جيوبيل على موقع Soccerway.com (الإنجليزية)
- ايفاندرو جيوبيل على موقع عالم كرة القدم.نت (الإنجليزية)
- ايفاندرو جيوبيل على موقع AS.com (الإسبانية)